# Параграф
Параграф (от греч. παράγραφος «написанное рядом») — часть текста внутри раздела книги, статьи или документа, содержащая законченное положение или правило и имеющая самостоятельное значение. Обычно обозначается знаком § с порядковым номером, например, § 2 или сокращением пп. Обычно делятся на параграфы разделы в учебных, научных и производственных изданиях. Параграф может состоять из одного или нескольких абзацев текста.
Параграфом называют также правило, установку или положение, изложенное в определённом разделе устава, программы или нормативно-правового акта. Кроме того, параграфом называется сам знак §.

## Символ параграфа
Символ параграфа (§) — типографский знак, который употребляется для обозначения параграфа в документах, происходит от сокращения ss от лат. signum sectiōnis «знак раздела» или от готического написания латинской буквы C (ℭ).

## В педагогике
В педагогике параграф учебника — это законченная норма усвоения учебного материала объёмом на один урок, параграф является целостной системой компонентов содержания, обеспечивающих решение задач конкретного урока.

## Ложные друзья переводчика
Русский термин параграф следует отличать от английского термина paragraph, который в основном значении соответствует русскому термину абзац.